# Dennis Alexio
Dennis Raymond Alexio (Vacaville, 12 marzo 1959) è un ex kickboxer e attore statunitense.

## Biografia

### Origini
Alexio nacque e trascorse la sua gioventù a Vacaville, in California. Ha dichiarato di avere rifiutato un'offerta per giocare a baseball con i Los Angeles Dodgers.

### Carriera
Nel kickboxing ha all'attivo 70 incontri, di cui 65 vinti per KO.
Alexio, a suoi tempi, fu un indiscusso campione del mondo dei pesi massimi di kickboxing, detenendo vari titoli nelle più importanti federazioni: IKF, ISKA, KICK, WKA, e FFKA.
Il 20 luglio 1987, a Denver, Alexio sconfisse Jeff Hollins per il titolo vacante dei pesi massimi della ISKA. Il 7 luglio 1987, ad Atlanta, Alexio vinse al 12-round su decisione contro Larry McFadden, mantenendo il titolo IKSA di World Cruiserweight Champion.
Nel 1988 Alexio fu inoltre allenato dal primo kickboxer della Floridaturned, l'attore Harold Diamond (conosciuto anche come Harold "Nature Boy" Roth).
Come attore ha partecipato al film Kickboxer - Il nuovo guerriero, di cui è stato co-protagonista con Jean-Claude Van Damme, a un'altra pellicola e a una serie tv.

## Procedimenti giudiziari
Il kickboxer ha avuto diversi problemi con la legge; Alexio è stato accusato di frode bancaria, oltre a non aver pagato il mantenimento dei figli il 1 luglio 2003. Il 20 dicembre 2005 un magistrato federale ha ordinato che venisse arrestato e fu costretto a tornare in California.
Il 12 giugno del 2007, Alexio è stato arrestato nella sua casa a Aiea nelle isole Hawaii per non  essersi presentato come testimone davanti a un gran giurì federale e un mandato federale nei suoi confronti è stato emesso a San Francisco per frode fiscale. Un giudice federale in West Virginia aveva emesso un mandato di cattura il 20 aprile quando non si è presentato a testimoniare nel caso di frode fiscale che lo riguardava.
Dennis Alexio è stato arrestato dagli agenti federali in una caffetteria a Aiea il 21 novembre 2013; sua moglie Anitalei è stata successivamente anch'essa tratta in arresto. La coppia è stata accusata di frode e riciclaggio di denaro, reati consumatisi da dicembre 2008 a agosto 2013.
Nel gennaio 2016 il kickboxer statunitense è stato dichiarato colpevole di frode fiscale, furto e riciclaggio di denaro, la sentenza di condanna si è svolta il 5 maggio 2016; la giuria ha anche ordinato ad Alexio di rinunciare a più di 226.000 dollari in assegni circolari, e a una Nissan Armada.
In un altro processo Alexio è stato accusato di aver rubato più di 200.000 dollari in monete d'oro e lingotti.